# BWF Super Series 2007
De BWF Super Series 2007 is het 1ste seizoen van de BWF Super Series. Het evenement bestaat uit twaalf toernooien en zou normaal gezien worden afgesloten door een Masters Finale. Die kon echter om organisatorische redenen niet doorgaan.

## Schema
| Ronde | Officiële toernooinaam      | Stadion                                          | Stad                | Datum        | Datum        | Prijzengeld US$ |
| Ronde | Officiële toernooinaam      | Stadion                                          | Stad                | Start        | Einde        | Prijzengeld US$ |
| ----- | --------------------------- | ------------------------------------------------ | ------------------- | ------------ | ------------ | --------------- |
| 1     | Malaysia Super Series       | Stadium Badminton Kuala Lumpur                   | Kuala Lumpur        | 16 januari   | 21 januari   | 200.000         |
| 2     | Korea Open Super Series     | Seoul National University Gymnasium              | Seoul               | 23 januari   | 28 januari   | 300.000         |
| 3     | All England Super Series    | National Indoor Arena                            | Birmingham          | 6 maart      | 11 maart     | 200.000         |
| 4     | Swiss Open Super Series     | St. Jakobshalle                                  | Bazel               | 12 maart     | 18 maart     | 200.000         |
| 5     | Singapore Super Series      | Singapore Indoor Stadium                         | Singapore           | 1 mei        | 6 mei        | 200.000         |
| 6     | Indonesia Super Series      | Bung Karno Stadium                               | Jakarta             | 7 mei        | 13 mei       | 250.000         |
| 7     | China Masters Super Series  | Sichuan Provincial Gymnasium                     | Chengdu             | 10 juli      | 15 juli      | 250.000         |
| 8     | Japan Super Series          | Tokyo Metropolitan Gymnasium                     | Tokio               | 11 september | 16 september | 200.000         |
| 9     | Denmark Super Series        | Arena Fyn                                        | Odense              | 23 oktober   | 28 oktober   | 200.000         |
| 10    | French Super Series         | Stade Pierre-de-Coubertin                        | Parijs              | 30 oktober   | 4 november   | 200.000         |
| 11    | China Open Super Series     | Tianhe Gymnasium                                 | Guangzhou           | 20 november  | 25 november  | 250.000         |
| 12    | Hong Kong Super Series      | Ma On Shan Sports Centre Queen Elizabeth Stadium | Ma On Shan Wan Chai | 26 november  | 2 december   | 200.000         |
| 13    | Super Series Masters Finals | Afgelast                                         | Afgelast            | Afgelast     | Afgelast     | 500.000         |

## Resultaten

### Winnaars
| Toernooi      | Mannen enkel    | Vrouwen enkel  | Mannen dubbel                | Vrouwen dubbel              | Gemengd dubbel               |
| ------------- | --------------- | -------------- | ---------------------------- | --------------------------- | ---------------------------- |
| Maleisië      | Peter Gade      | Zhu Lin        | Koo Kien Keat Tan Boon Heong | Gao Ling Huang Sui          | Zheng Bo Gao Ling            |
| Zuid-Korea    | Lin Dan         | Xie Xingfang   | Jung Jae-sung Lee Yong-dae   | Gao Ling Huang Sui          | Zheng Bo Gao Ling            |
| All England   | Lin Dan         | Xie Xingfang   | Koo Kien Keat Tan Boon Heong | Wei Yili Zhang Yawen        | Zheng Bo Gao Ling            |
| Zwitserland   | Chen Jin        | Zhang Ning     | Koo Kien Keat Tan Boon Heong | Yang Wei Zhang Jiewen       | Lee Yong-dae Lee Hyo-jung    |
| Singapore     | Boonsak Ponsana | Zhang Ning     | Fu Haifeng Cai Yun           | Wei Yili Zhang Yawen        | Flandy Limpele Vita Marissa  |
| Indonesië     | Lee Chong Wei   | Wang Chen      | Fu Haifeng Cai Yun           | Du Jing Yu Yang             | Zheng Bo Gao Ling            |
| China Masters | Lin Dan         | Xie Xingfang   | Fu Haifeng Cai Yun           | Lilyana Natsir Vita Marissa | Zheng Bo Gao Ling            |
| Japan         | Lee Chong Wei   | Tine Rasmussen | Candra Wijaya Tony Gunawan   | Yang Wei Zhang Jiewen       | Zheng Bo Gao Ling            |
| Denemarken    | Lin Dan         | Lu Lan         | Koo Kien Keat Tan Boon Heong | Yang Wei Zhang Jiewen       | He Hanbin Yu Yang            |
| Frankrijk     | Lee Chong Wei   | Xie Xingfang   | Fu Haifeng Cai Yun           | Wei Yili Zhang Yawen        | Flandy Limpele Vita Marissa  |
| China Open    | Bao Chunlai     | Wong Mew Choo  | Markis Kido Hendra Setiawan  | Gao Ling Zhao Tingting      | Nova Widianto Lilyana Natsir |
| Hong Kong     | Lin Dan         | Xie Xingfang   | Markis Kido Hendra Setiawan  | Du Jing Yu Yang             | Nova Widianto Lilyana Natsir |

### Resultaten per land
| Land             | MAS | KOR | ENG | SUI | SIN | INA | CHN | JPN | DEN | FRA | CHN | HKG | Totaal |
| ---------------- | --- | --- | --- | --- | --- | --- | --- | --- | --- | --- | --- | --- | ------ |
| China            | 3   | 4   | 4   | 3   | 3   | 3   | 4   | 2   | 4   | 3   | 2   | 3   | 38     |
| Maleisië         | 1   |     | 1   | 1   |     | 1   |     | 1   | 1   | 1   | 1   |     | 8      |
| Indonesië        |     |     |     |     | 1   |     | 1   | 1   |     | 1   | 2   | 2   | 8      |
| Zuid-Korea       |     | 1   |     | 1   |     |     |     |     |     |     |     |     | 2      |
| Denemarken       | 1   |     |     |     |     |     |     | 1   |     |     |     |     | 2      |
| Thailand         |     |     |     |     | 1   |     |     |     |     |     |     |     | 1      |
| Hongkong         |     |     |     |     |     | 1   |     |     |     |     |     |     | 1      |
| Verenigde Staten |     |     |     |     |     |     |     | 1   |     |     |     |     | 1      |

## Eindrangschikking
| Plaats | Speler           | Toernooien | Punten |
| ------ | ---------------- | ---------- | ------ |
| 1      | Lin Dan          | 11         | 76.120 |
| 2      | Lee Chong Wei    | 12         | 75.600 |
| 3      | Bao Chunlai      | 11         | 67.700 |
| 4      | Chen Jin         | 12         | 65.840 |
| 5      | Peter Gade       | 11         | 56.660 |
| 6      | Kenneth Jonassen | 12         | 56.100 |
| 7      | Sony Dwi Kuncoro | 12         | 50.520 |
| 8      | Boonsak Ponsana  | 12         | 43.400 |
| 9      | Shoji Shato      | 12         | 41.940 |
| 10     | Simon Santoso    | 10         | 41.700 |

| Plaats | Speler         | Toernooien | Punten |
| ------ | -------------- | ---------- | ------ |
| 1      | Xie Xingfang   | 10         | 78.040 |
| 2      | Zhang Ning     | 10         | 66.940 |
| 3      | Lu Lan         | 12         | 64.400 |
| 4      | Zhu Lin        | 12         | 61.580 |
| 5      | Pi Hongyan     | 12         | 60.240 |
| 6      | Xu Huaiwen     | 11         | 52.560 |
| 7      | Wong Mew Choo  | 12         | 50.360 |
| 8      | Wang Chen      | 10         | 47.360 |
| 9      | Yip Pui Yin    | 12         | 46.200 |
| 10     | Tine Rasmussen | 11         | 45.320 |

| Plaats | Speler                               | Toernooien | Punten |
| ------ | ------------------------------------ | ---------- | ------ |
| 1      | Fu Haifeng Cai Yun                   | 12         | 76.940 |
| 2      | Markis Kido Hendra Setiawan          | 11         | 70.600 |
| 3      | Koo Kien Keat Tan Boon Heong         | 11         | 69.140 |
| 4      | Candra Wijaya Tony Gunawan           | 9          | 59.120 |
| 5      | Jens Eriksen Martin Lundgaard Hansen | 11         | 53.760 |
| 6      | Choong Tan Fook Lee Wan Wah          | 12         | 53.220 |
| 7      | Jung Jae-sung Lee Yong-dae           | 9          | 46.580 |
| 8      | Luluk Hadiyanto Alvent Yulianto      | 10         | 44.520 |
| 9      | Hendra Aprida Gunawan Joko Riyadi    | 12         | 42.000 |
| 10     | Tadashi Ohtsuka Keita Masuda         | 12         | 40.620 |

| Plaats | Speler                            | Toernooien | Punten |
| ------ | --------------------------------- | ---------- | ------ |
| 1      | Zhang Yawen Wei Yili              | 11         | 70.560 |
| 2      | Yang Wei Zhang Jiewen             | 8          | 54.160 |
| 3      | Gail Emms Donna Kellogg           | 12         | 50.340 |
| 4      | Lee Kyung-won Lee Hyo-jung        | 9          | 49.380 |
| 5      | Kumiko Ogura Reiko Shiota         | 10         | 44.580 |
| 6      | Du Jing Yu Yang                   | 6          | 42.700 |
| 7      | Chien Yu Chin Cheng Wen-Hsing     | 9          | 42.420 |
| 8      | Miyuki Maeda Satako Suetsuna      | 12         | 40.560 |
| 9      | Endang Nursugianti Rani Mundiasti | 12         | 39.120 |
| 10     | Aki Akao Tomomi Matsuda           | 11         | 38.460 |

| Gemengd dubbelspel \| Plaats \| Speler \| Toernooien \| Punten \| \| ------ \| --------------------------------------- \| ---------- \| ------ \| \| 1 \| Zheng Bo Gao Ling \| 10 \| 79.500 \| \| 2 \| Nova Widianto Lilyana Natsir \| 11 \| 69.160 \| \| 3 \| Xie Zhongbo Zhang Yawen \| 11 \| 65.040 \| \| 4 \| Nathan Robertson Gail Emms \| 11 \| 60.780 \| \| 5 \| Flandy Limpele Vita Marissa \| 11 \| 58.000 \| \| 6 \| Sudket Prapakamol Saralee Thungthongkam \| 10 \| 51.600 \| \| 7 \| Anthony Clark Donna Kellogg \| 12 \| 49.020 \| \| 8 \| Thomas Laybourn Kamilla Rytter Juhl \| 9 \| 46.620 \| \| 9 \| He Hanbin Yu Yang \| 8 \| 42.920 \| \| 10 \| Robert Mateusiak Nadiezda Kostiuczyk \| 11 \| 38.400 \| |                                         |            |        |
| Plaats | Speler                                  | Toernooien | Punten |
| 1 | Zheng Bo Gao Ling                       | 10         | 79.500 |
| 2 | Nova Widianto Lilyana Natsir            | 11         | 69.160 |
| 3 | Xie Zhongbo Zhang Yawen                 | 11         | 65.040 |
| 4 | Nathan Robertson Gail Emms              | 11         | 60.780 |
| 5 | Flandy Limpele Vita Marissa             | 11         | 58.000 |
| 6 | Sudket Prapakamol Saralee Thungthongkam | 10         | 51.600 |
| 7 | Anthony Clark Donna Kellogg             | 12         | 49.020 |
| 8 | Thomas Laybourn Kamilla Rytter Juhl     | 9          | 46.620 |
| 9 | He Hanbin Yu Yang                       | 8          | 42.920 |
| 10 | Robert Mateusiak Nadiezda Kostiuczyk    | 11         | 38.400 |